# 222
222 (CCXXII) je bilo navadno leto, ki se je po julijanskem koledarju začelo na torek.

## Dogodki
- 1. januar

## Smrti
- Elagabal - 25. cesar Rimskega cesarstva (* okoli 203)